# Schlossfestspiele Ettlingen

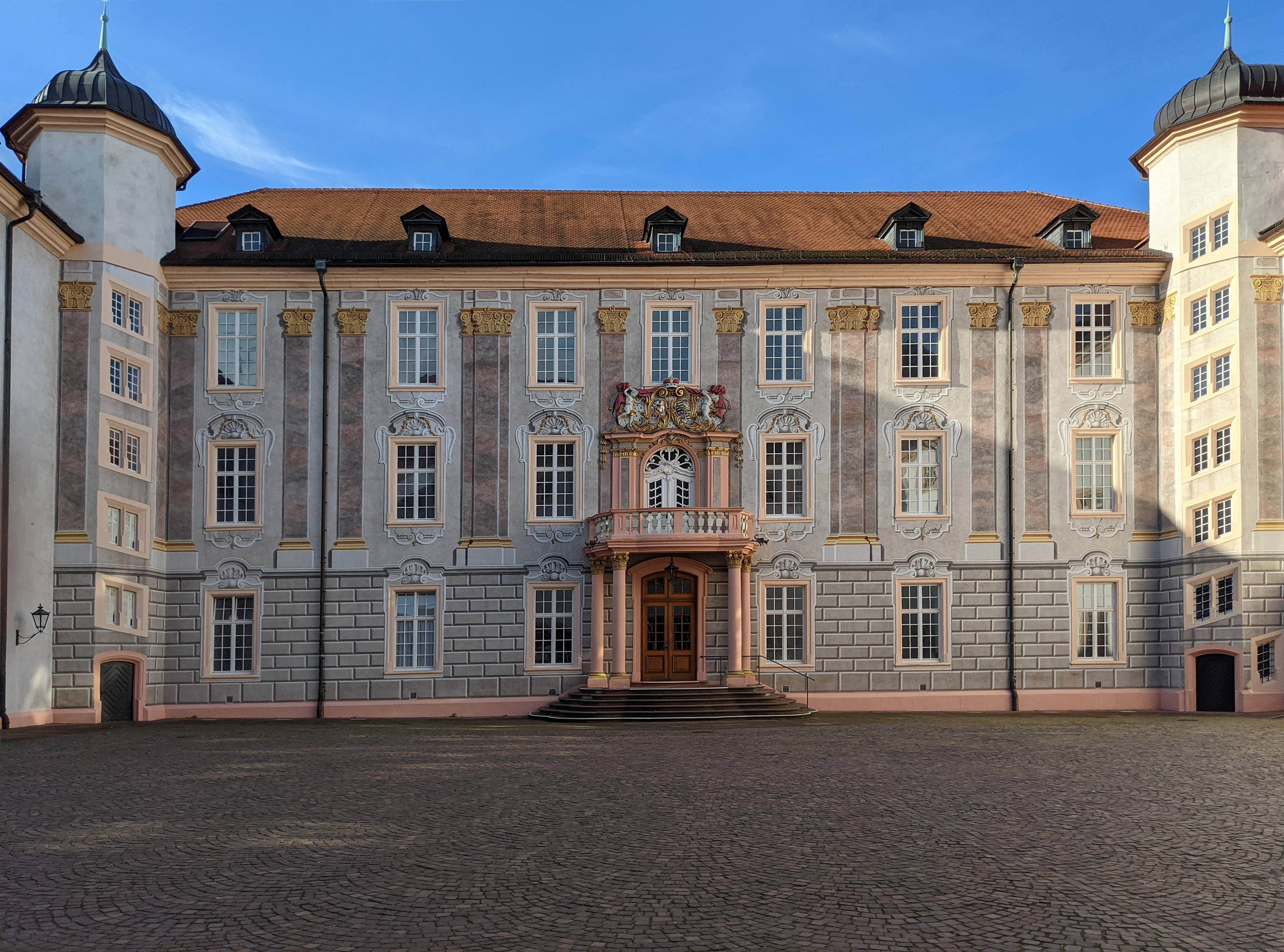
Die als Bühne genutzte Barockfassade des Schlosshofs

Die Schlossfestspiele Ettlingen sind ein seit 1979 jährlich stattfindendes Freiluft-Theaterfestival der Stadt Ettlingen. Die mehr als 100 Veranstaltungen finden in der Zeit von Juni bis August im barocken Innenhof des Ettlinger Schlosses statt. Der Veranstalter ist die Stadt Ettlingen, die dabei durch einen Förderverein Freunde der Schlossfestspiele sowie von mehreren Sponsoren unterstützt und vom Land Baden-Württemberg gefördert wird. Im Durchschnitt liegen die Besucherzahlen bei 34.500.

## Geschichte
Gegründet wurde das Festival 1979 auf Initiative des Schauspielers Kurt Müller-Graf – der auch bis 1991 Intendant war – zusammen mit dem damaligen Oberbürgermeister Erwin Vetter. Als Intendant folgte bis 2002 Fritzdieter Gerhards. Von 2003 bis 2006 wurde Jürgen Flügge mit der Intendanz beauftragt, von 2007 bis 2018 war Udo Schürmer Intendant. Seit der Spielzeit 2019 leitet mit Solvejg Bauer erstmals eine Frau die Festspiele.
Jedes Jahr wurden bis 2018 drei, ab 2019 vier Hauptinszenierungen angeboten, und zwar ein Musical, ein Schauspiel und ein Kinderstück; neu hinzu kommt ab 2019 unter dem Schlagwort "Volksoper" eine Oper oder Operette. Außerdem wird ein umfangreiches Kinder- und Jugendprogramm angeboten.

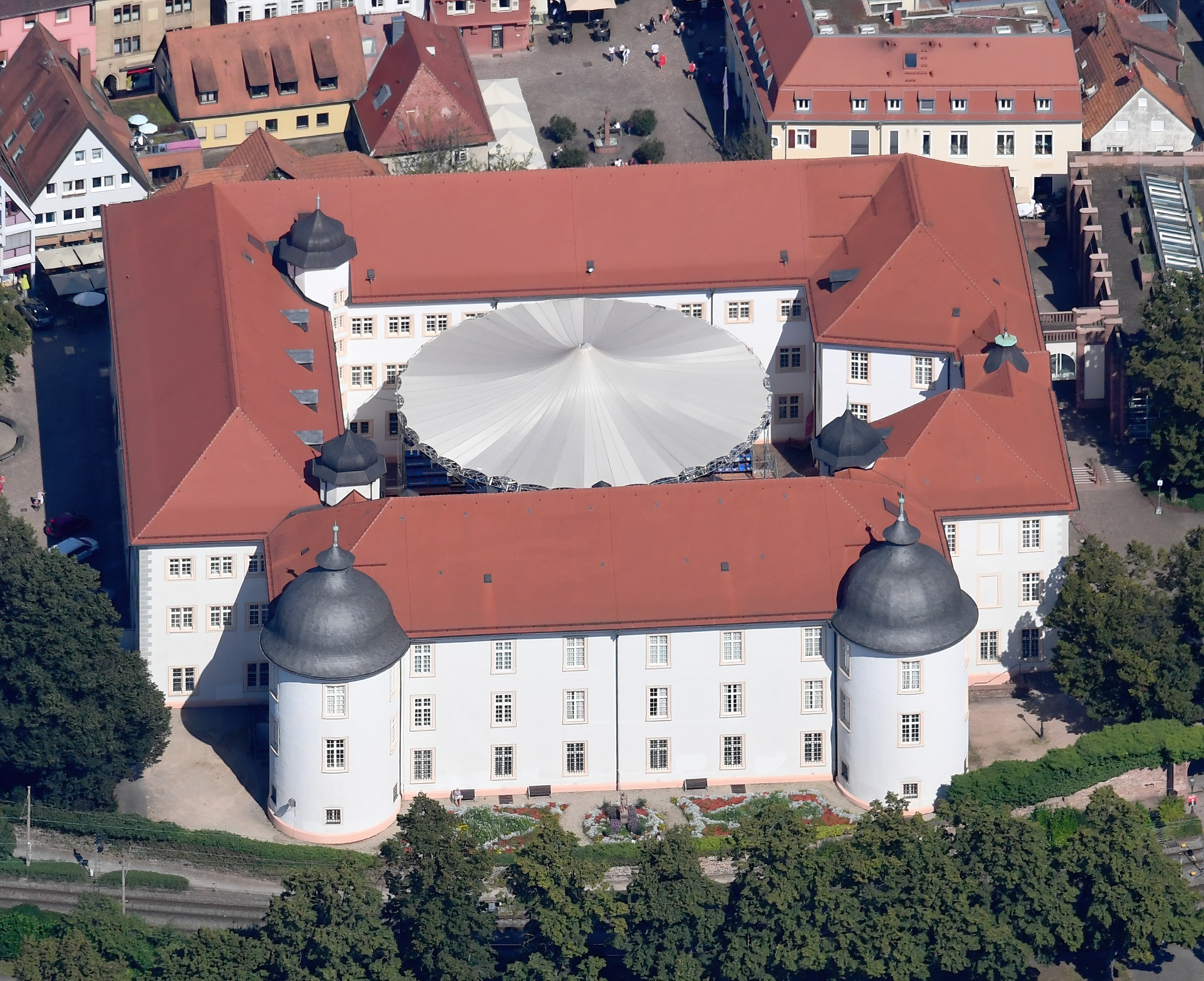
Runddach über dem Schlosshof

Im September 2018 übernahm die Regisseurin Solvejg Bauer die geschäftsführende Intendanz der Schlossfestspiele. Während das bestehende Programm aus Musical, Schauspiel und Familienprogramm weitergeführt wird, entstand mit der Talentschmiede Volksoper eine zusätzliche Sparte. Dabei stehen junge Opernsängerinnen und Opernsänger gemeinsam mit einem bis zu 120 Personen starken Bürgerchor, bestehend aus Ettlinger Bürgerinnen und Bürgern, auf der Schlosshofbühne. Dabei erreichten die 19 Vorstellungen von Die Zauberflöte eine Gesamtauslastung von 92,3 %. Auch durch Zuwächse in den Zuschauerzahlen der anderen Sparten ist 2019 die erfolgreichste Spielzeit seit 20 Jahren. Im Familienstück Der geheime Garten etwa standen über 70 Kinder in wechselnden Besetzungen auf der Bühne. Mit der neuen Intendanz wurden auch technische Neuerungen eingeführt. So wurde ein neues Runddach im Schlosshof installiert, welches Bühnenbereich und Zuschauertribüne gleichermaßen überspannt. Auf diese Weise können Orchester und Band für das Publikum sichtbar im Schlosshof platziert werden. 
In der Spielzeit 2020 standen auf dem Programm das Musical The King and I, die Operette Die Fledermaus, das Familienstück Prinz und Bettelknabe nach dem gleichnamigen Roman von Mark Twain im Schlosshof, das Schauspiel Sein oder Nichtsein in der Schlossgartenhalle sowie kleinere Programme für Erwachsene und Kinder in den Innensälen des Schlosses.
Die Schlossfestspiele gehören zu der seit 1969 bestehenden Arbeitsgemeinschaft Theater unter freiem Himmel.

## Inszenierungen (Auswahl)
- 1979: Der Widerspenstigen Zähmung,[7] Minna von Barnhelm,[7] Die kleine Hexe[7]
- 1987: Der Kaufmann von Venedig[7]
- 1991: Die Dreigroschenoper
- 1993: Jesus Christ Superstar
- 1994: West Side Story, Petticoat und Wirtschaftswunder
- 1995: Non(n)sens, West Side Story, Petticoat und Wirtschaftswunder
- 1996: 60er-Jahre-Revue
- 1997: Lysistrata,[8] Ausgerechnet Bananen – eine 20er Jahre Revue
- 1998: Peer Gynt,[8] Revue, My Fair Lady[7]
- 1999: Was ihr wollt, Die Nibelungen,[8] Revue
- 2000: Ein Sommernachtstraum, Elektra[8]
- 2001: Der Hauptmann von Köpenick,[8] Pension Schöller, Vincent van Gogh
- 2002: Das Sparschwein,[8] D’Artagnan und die drei Musketiere, Hair, Pippi Langstrumpf
- 2003: Der Theatermacher, Ein Käfig voller Narren, Das Cabinet des Doktor Caligari, Janis – Piece of My Heart[9]
- 2004: Romeo und Julia, Can Can, die Eigenproduktionen Froschkönig und Pippi Langstrumpf; 90 Vorstellungen[3]
- 2005: Die Zähmung der Widerspenstigen, Manche mögen’s heiß – Sugar, Räuber Hotzenplotz
- 2006: La Serva Padrona, Anything Goes, Pettersson und Findus, Eine zauberhafte Reise hinters Licht; 116 Vorstellungen, davon 38 Jugendprogramm[10]
- 2007: Amadeus (Peter Shaffer), Chess;[11] 128 Vorstellungen, davon 52 Jugendprogramm[10]
- 2008: Viel Lärm um Nichts, The Scarlet Pimpernel, Ritter Kamenbert;[12] 115 Vorstellungen, davon 47 Jugendprogramm[10]
- 2009: Faust 1, City Of Angels, Michel aus Lönneberga;[13] 117 Vorstellungen, davon 39 Jugendprogramm[10]
- 2010: Dracula, Tartuffe, Urmel aus dem Eis;[14] 114 Vorstellungen, davon 39 Jugendprogramm[10]
- 2011: Eine Mittsommernachts-Sex-Komödie nach Woody Allen, Rent, Der satanarchäolügenialkohöllische Wunschpunsch;[15] 91 Vorstellungen, davon 32 Jugendprogramm[10]
- 2012: Der Sturm, Aida von Elton John und Tim Rice, Um Himmels Willen, Ikarus, Ritter Rost;[16] 104 Vorstellungen, davon 35 Jugendprogramm[10]
- 2013: Der Diener zweier Herren, Sweeney Todd, Mein Parzival von Paul Steinmann und Karin Eppler, War  doch nur Spaß von Karl Koch;[17] 116 Vorstellungen, davon 44 Jugendprogramm[10]
- 2014: Nathan der Weise, Grand Hotel, Der Zauberer von Oz;[18] 102 Vorstellungen, davon 27 Jugendprogramm[10]
- 2015: Das Lächeln einer Sommernacht – A Little Night Music, Das Sparschwein, Gullivers Reisen, Sophie und ich; 122 Vorstellungen, davon 49 Jugendprogramm[10]
- 2016: Der zerbrochne Krug, Sunset Boulevard, Der kleine Ritter Trenk; über 100 Vorstellungen
- 2017: Lysistrata, The Rocky Horror Show, Jim Knopf und Lukas der Lokomotivführer, Einer für alle von Karin Eppler, Kassandra nach Christa Wolf; 100 Veranstaltungen  mit mehr als 36000 Besuchern[19]
- 2018: Chicago, Das kleine Gespenst, Schlagerrevue
- 2019: Die Zauberflöte, Der Mann von La Mancha, Der geheime Garten, Endstation Sehnsucht, Weißes Kaninchen, Rotes Kaninchen, Magier Colas, Geisterschloss; 100 Veranstaltungen mit über 43.000 Besuchern
- 2020 (Winterspielplan 20/21): Royal Surprise, Aschenputtel, Herzog Blaubarts Burg
- 2021: A Grand Night For Singing, Die Fledermaus, Aschenputtel, Geschlossene Gesellschaft, KillerQueen; über 80 Veranstaltungen mit über 20.600 Besuchern (unter Pandemiebedingungen)